# Міддлебакіт
Міддлебакіт — органічний мінерал з формулою Cu2C2O4(OH)2. Вперше його виявили в червні 1990 року всередині валуна з кар'єру «Айрон монарх» у Південній Австралії. Пітер Елліотт з Університету Аделаїди, Австралія, визначив структуру мінералу 25 років потому. Він визначив його кристалічну структуру за допомогою рентгенівської дифракції монокристалів з використанням синхротронного випромінювання. Елліотт назвав мінерал на честь гірського хребта Міддлбек, звідки він походить. У 2018 році в долині Валь-ді-Ф'ємме, Італія, під час досліджень, які привели до відкриття нового мінералу під назвою фієммеїт, знайшли міддлебакіт.
Мінерал виявлено в межах проєкту «Carbon Mineral Challenge».

## Місця знаходження
- Австралія: кар'єр «Айрон Монарх», Айрон Ноб, хребет Міддлбек, півострів Ейр, Південна Австралія
- Італія: Пассо-ді-сан-Лугано, поблизу Карано